# Kosmos (família de foguetes)

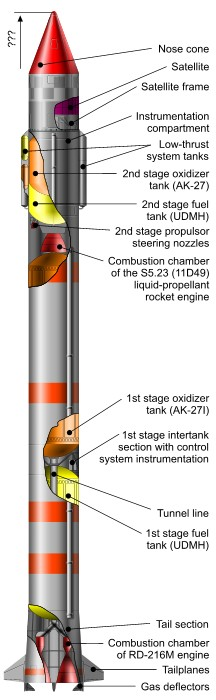
Visão esquemática do foguete Kosmos'.

A família de foguetes Kosmos (em russo Ко́смос que significa Cosmos ou Espaço), é um conjunto de veículos lançadores de satélites derivados dos mísseis R-12 e R-14.

## Modelos
| Designação  | Índice GRAU | Objetivo            | Derivado de | Estreia                | Último                 | Comentários |
| ----------- | ----------- | ------------------- | ----------- | ---------------------- | ---------------------- | ----------- |
| Kosmos-2I   | 63S1        | Veículo lançador    | R-12        | 27 de Outubro de 1961  | 19 de Dezembro de 1967 |             |
| Kosmos-1    | 65S3        | Veículo lançador    | R-14        | 18 de Agosto de 1964   | 28 de Dezembro de 1965 |             |
| Kosmos-2M   | 63S1M       | Ambos               | R-12        |                        |                        |             |
| Kosmos-2I   | 11K63       | Veículo lançador    | R-12        | 24 de Maio de 1966     | 18 de Junho de 1977    |             |
| Kosmos-3    | 11K65       | Veículo lançador    | R-14        | 16 de Novembro de 1966 | 27 de Agosto de 1968   |             |
| Kosmos-3M   | 11K65M      | Veículo lançador    | R-14        | 15 de Maio de 1967     |                        | Ativo       |
| Kosmos-3MR  | 65MR        | Foguete de sondagem | R-14        | 1 de Janeiro de 1973   |                        | Ativo       |
| Kosmos-3MP  | 65MP        | Foguete de sondagem | R-14        |                        |                        |             |
| Kosmos-3MRB | 65MRB       | Foguete de sondagem | R-14        | 5 de Dezembro de 1980  | 21 de Junho de 1988    |             |